# Bell 47
Bell 47 byl jednomotorový víceúčelový lehký vrtulník vyráběný výrobcem Bell Helicopter. Vycházel z vrtulníku Bell 30, který byl první prací Arthura M. Younga pro Bell Helicopter. Dne 8. března 1946 se Bell 47 stal prvním vrtulníkem certifikovaným pro civilní použití. Výroba probíhala do roku 1973. Vyrobeno bylo více než 5600 kusů, z toho 1200 kusů v licenci v Itálii, 239 kusů v Japonsku a 239 kusů ve Velké Británii. Vojenská verze vrtulníku byla označena Bell H-13 Sioux.
K roku 2025 stále létalo přibližně 1000 vrtulníků Bell 47, z toho téměř 700 kusů ve Spojených státech amerických.

## Historie

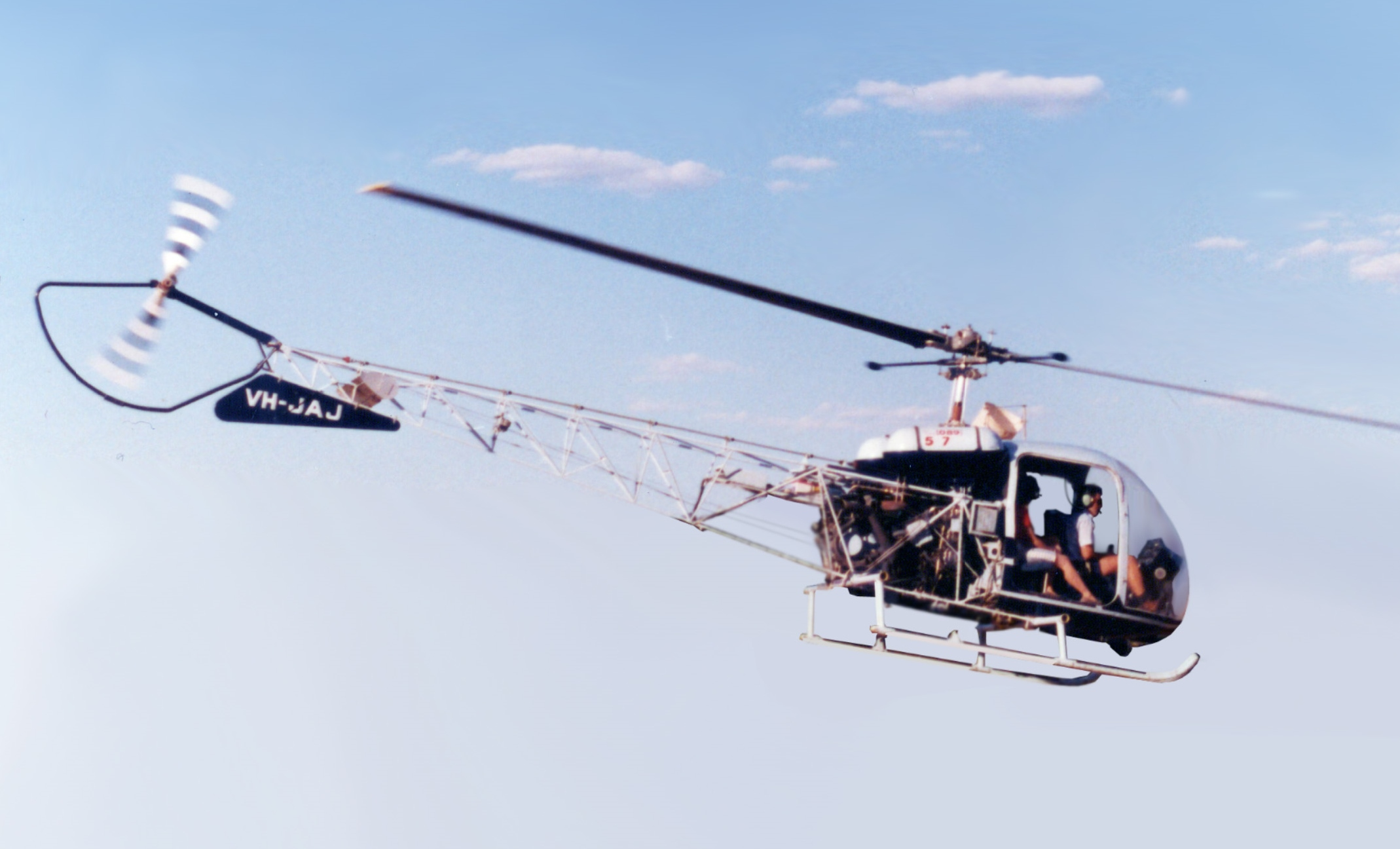
Licenční vrtulník Kawasaki KH-4

Dne 8. března 1946 se Bell Model 47 (NC1H) stal prvním vrtulníkem, který byl certifikován pro civilní použití.
První modely Bell 47 měly otevřenou nebo plechovou kabinu. Pro nejběžnější model 47G, představený v roce 1953, je typický „bublinový“ kryt kabiny, nekrytý svařovaný ocasní nosník a sedlové palivové nádrže. Pozdější modely, 47H a 47J Ranger, již měly řádně krytou kabinu a samonosný ocasní nosník. Pro pohon se používaly motory s protiběžnými písty značky Franklin nebo Lycoming o výkonu 150 až 230 kW. Ve vrtulníku byla dvě až čtyři sedadla.
Vojenská verze H-13 Sioux byla často vybavena evakuačními nosiči umístěnými na každé ližině. Tyto nosiče byly ještě vybaveny kryty z plexiskla, aby chránily pacienty před větrem.
První vrtulník společnosti Bell využívající turbohřídelový motor byl právě upravený model 47G, označený jako XH-13F nebo také Model 201. Poprvé vzlétl v říjnu 1954.
NASA měla během programu Apollo množství vrtulníků Bell 47, které astronauté využívali jako cvičné pro lunární modul. Před letem Apolla 17 na měsíc měl astronaut Eugene Cernan nehodu s jedním tímto vrtulníkem.

## Bell 47 v kultuře
Vrtulník Bell 47G si také „zahrál“ v televizním seriálu Whirlybirds a později ve filmu a seriálu M*A*S*H. V roce 1984 byl přidán do stálé sbírky v Museum of Modern Art v New Yorku.

## Galerie

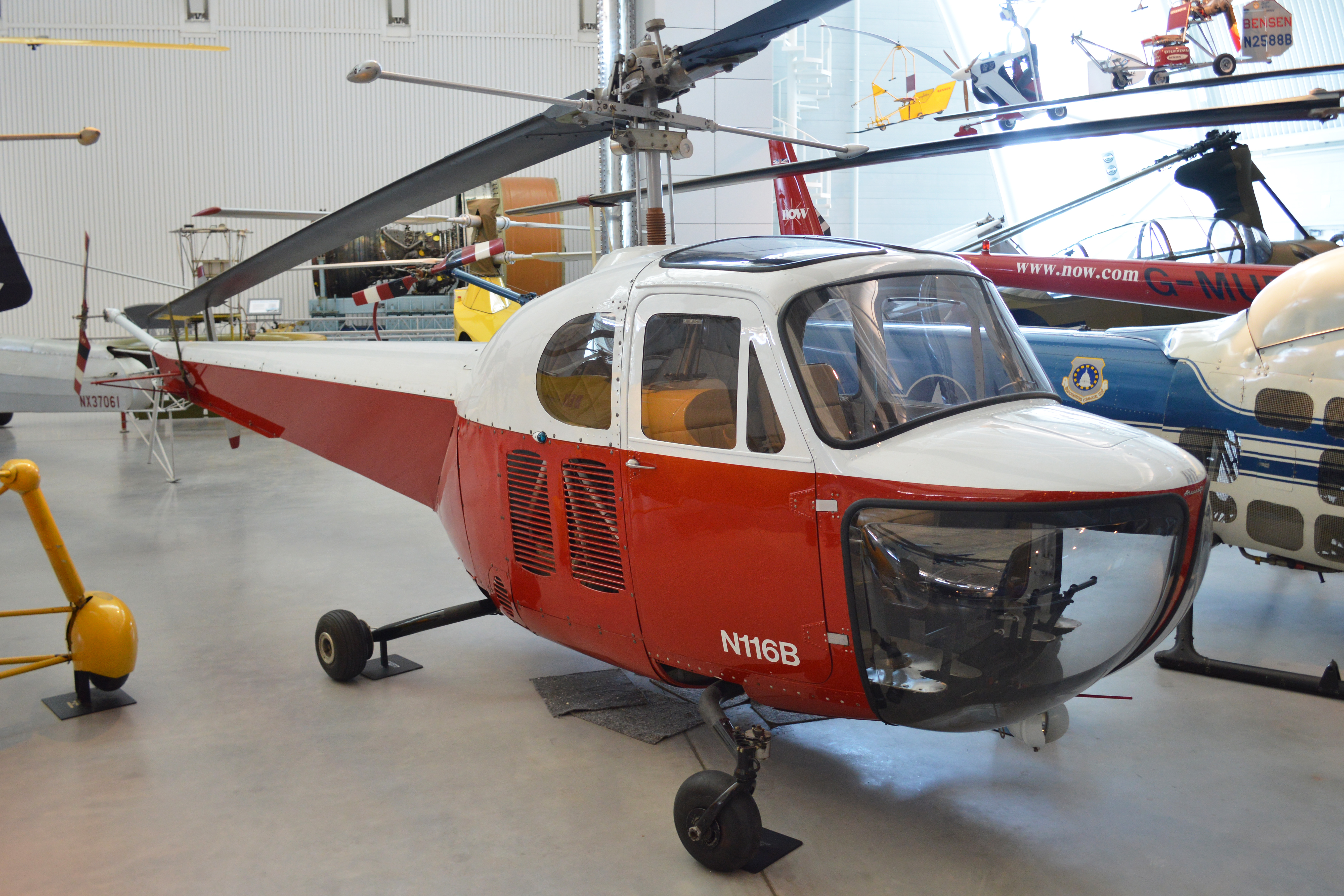
Bell 47B vystavený v americkém Steven F. Udvar-Hazy Center
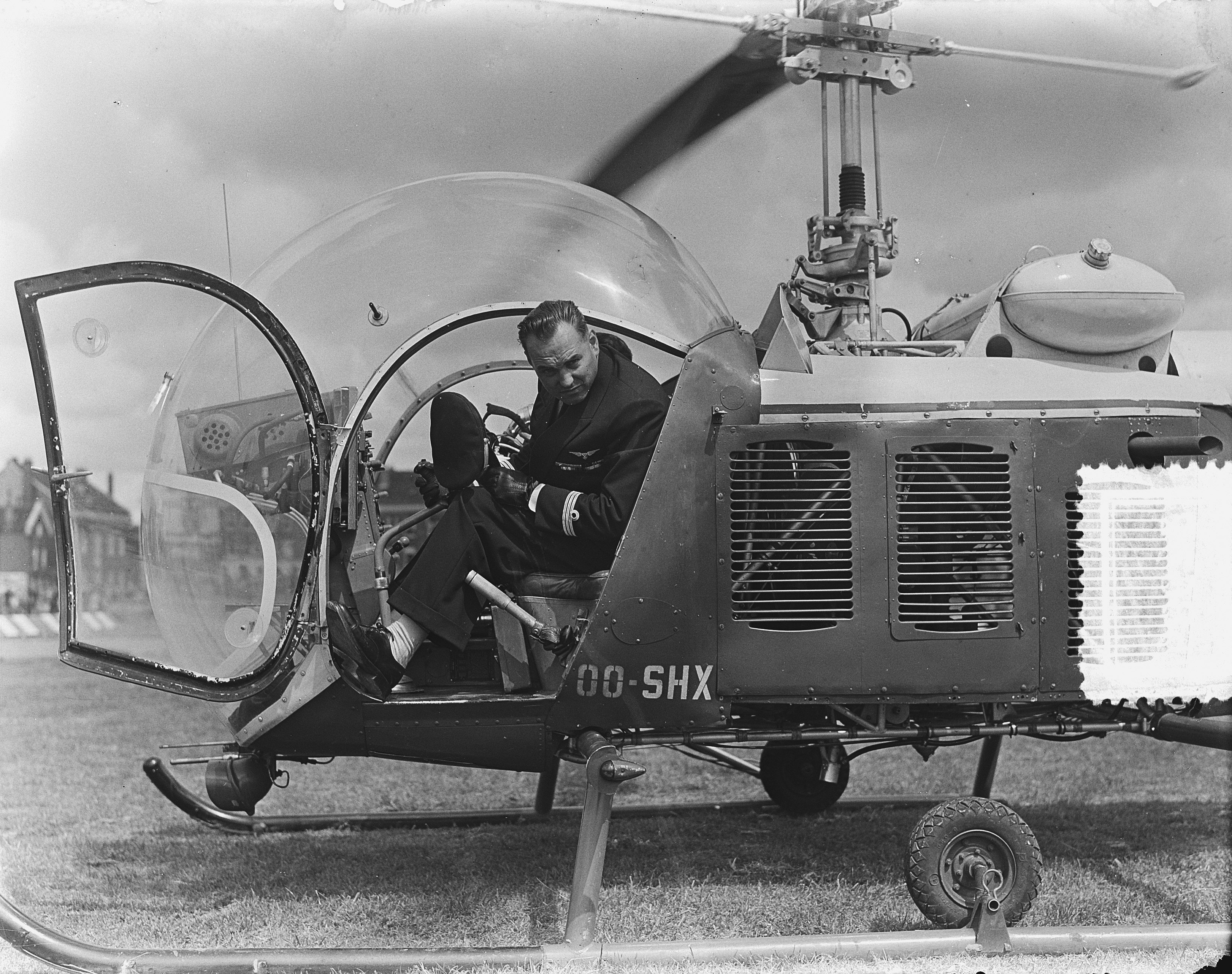
Bell 47D na letišti v Rotterdamu
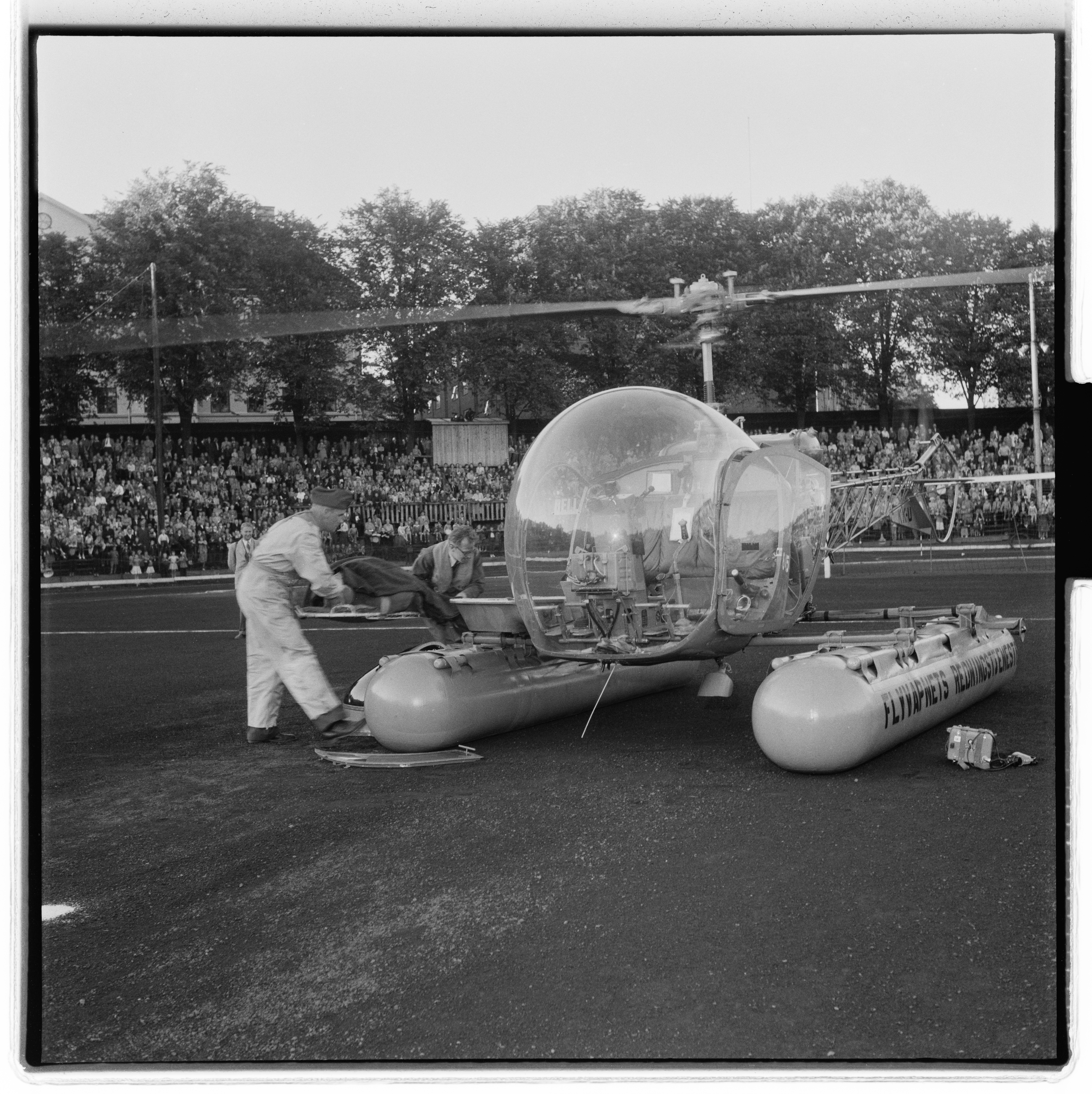
Norský Bell 47D
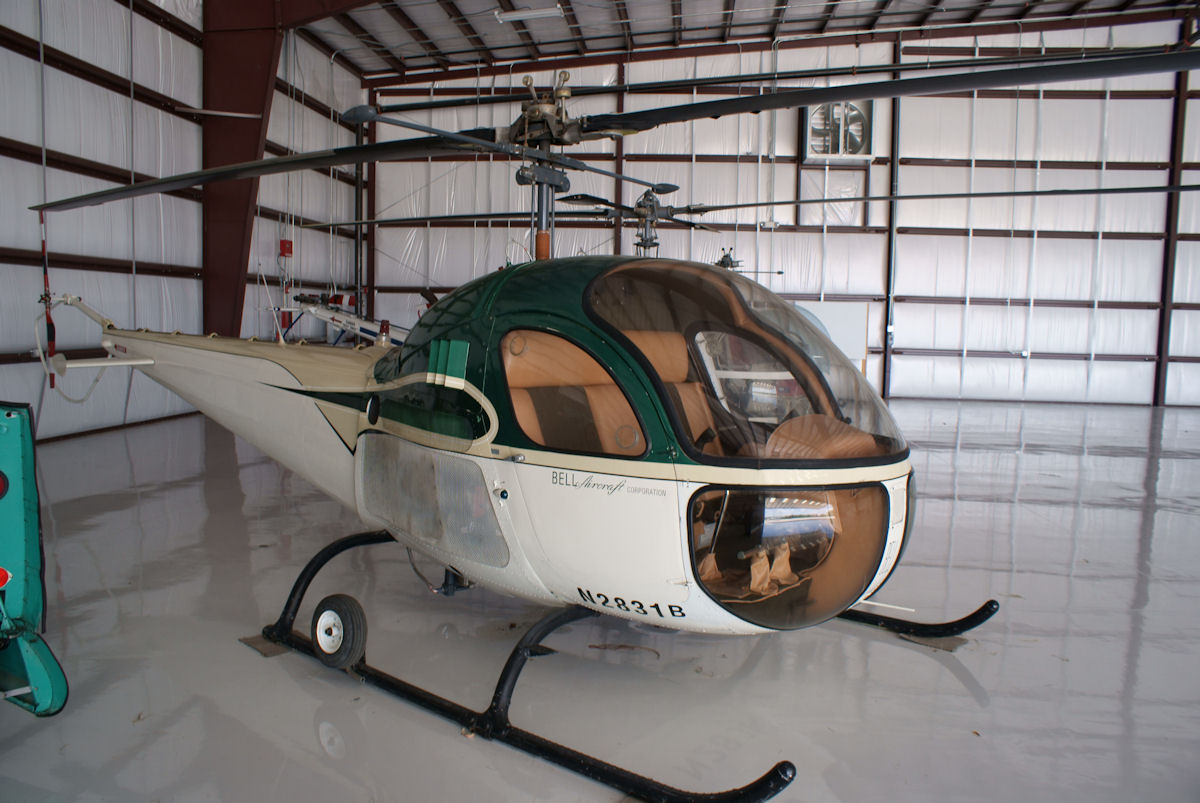
Bell 47H-1
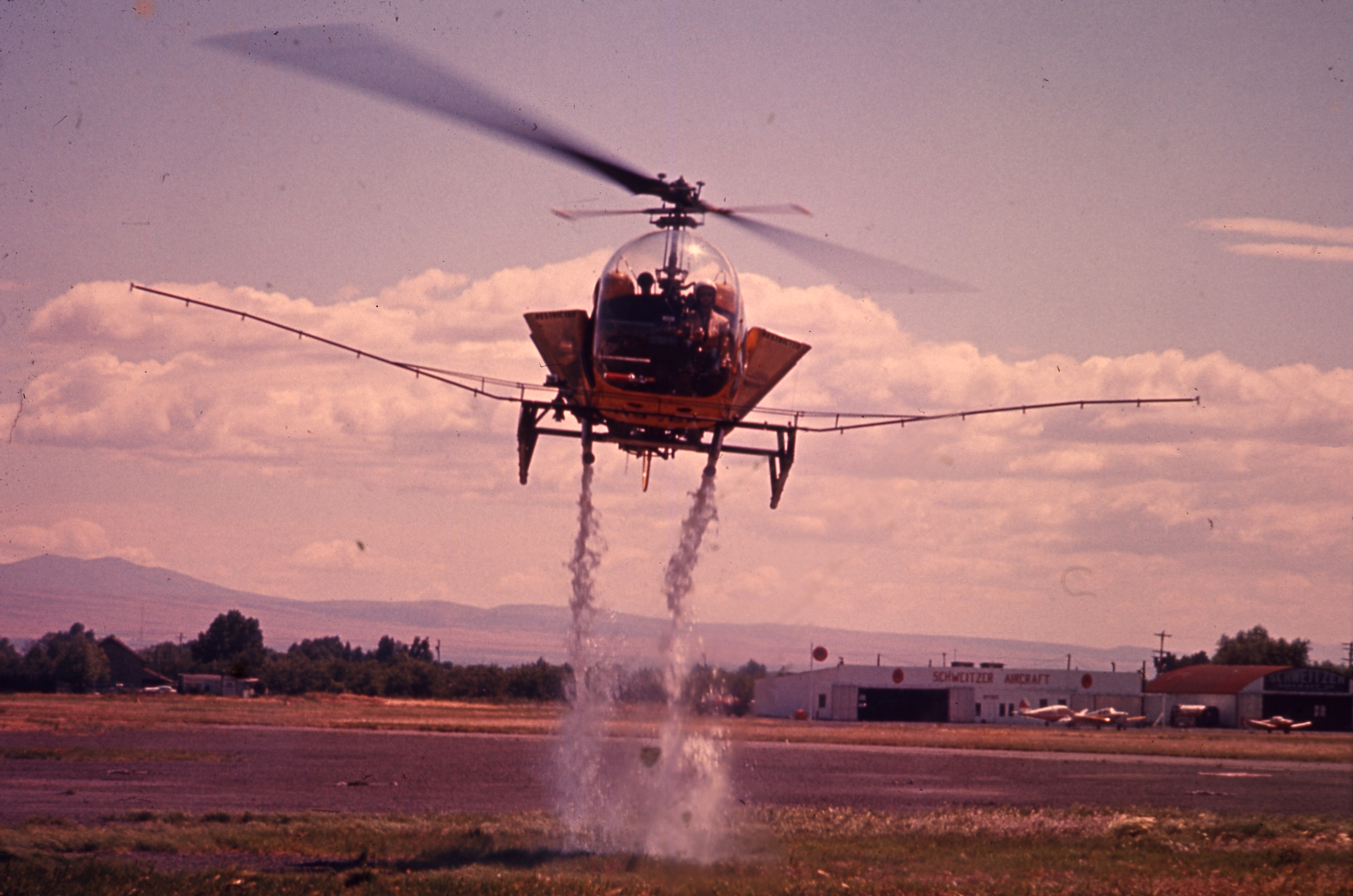
Práškovací vrtulník Bell 47G
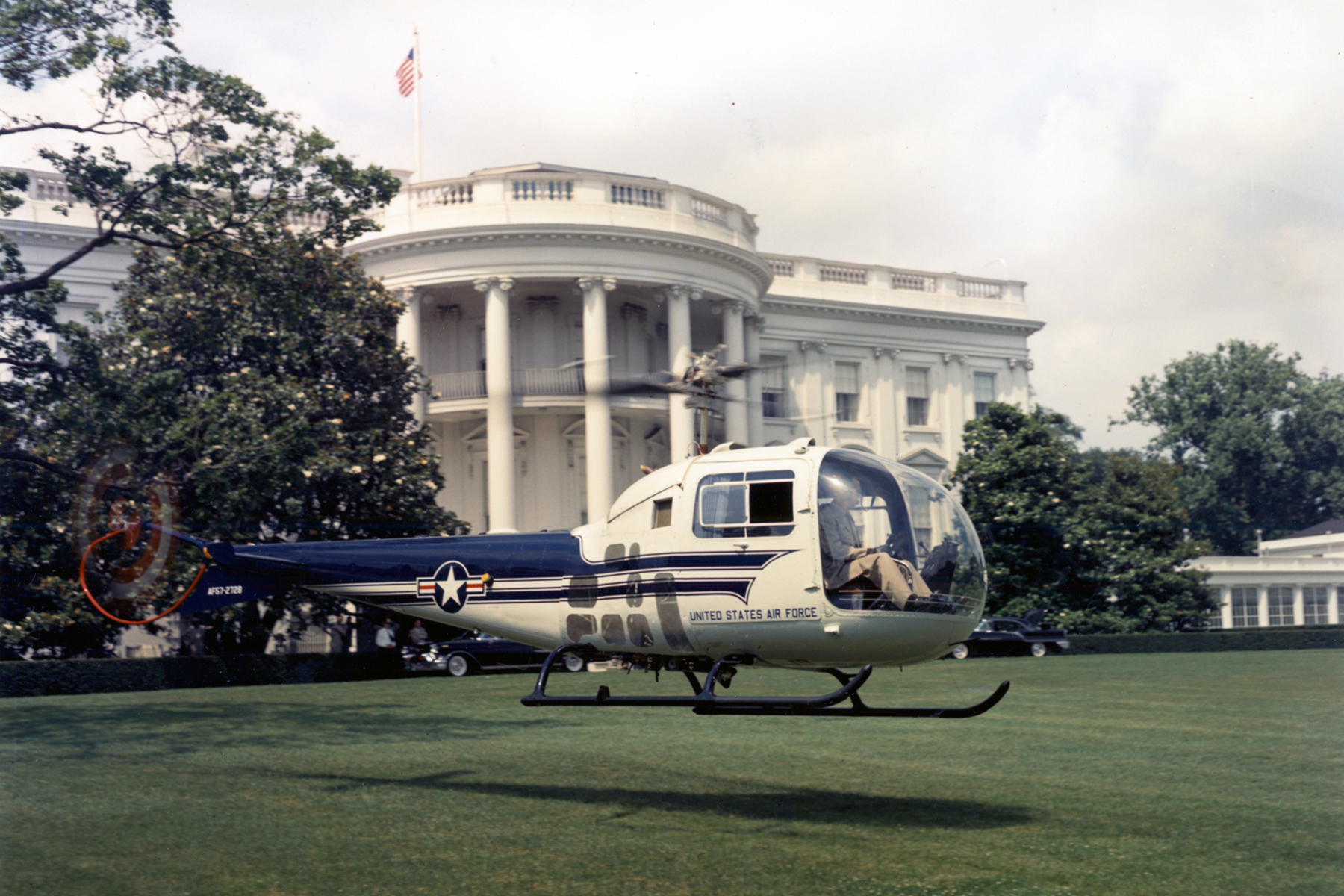
Bell H-13J amerického letectva před Bílým domem

## Specifikace (Bell 47G)

### Technické údaje
- Posádka: 1 pilot
- Kapacita: 3
- Délka: 9,63 m
- Výška: 2,83 m
- Průměr hlavního rotoru: 11,32 m
- Plocha hlavního rotoru: 100,8 m²
- Hmotnost prázdného vrtulníku: 858 kg
- Maximální vzletová hmotnost: 1340 kg
- Motor: 1× Lycoming TVO-435-F1A o výkonu 210 kW

### Výkony
- Maximální rychlost: 169 km/h
- Cestovní rychlost: 135 km/h ve výšce 1525 m
- Dolet: 395 km ve výšce 1830 m
- Statický dostup: 5400 m
- Rychlost stoupání: 262 m/min